# Grecobudisme
El grecobudisme és el sincretisme cultural entre l'època hel·lenística i el budisme, que es va desenvolupar durant 800 anys a l'Àsia del Sud, en el territori que avui dia ocupen els estats de l'Afganistan i Pakistan, des del segle iv aC fins al segle v. El grecobudisme va influir en el desenvolupament artístic (i possiblement també conceptual) de la branca mahayana del budisme, abans de ser exportada al nord-est d'Àsia a partir del segle i, arribant fins a la Xina, Corea i Japó.

## Història

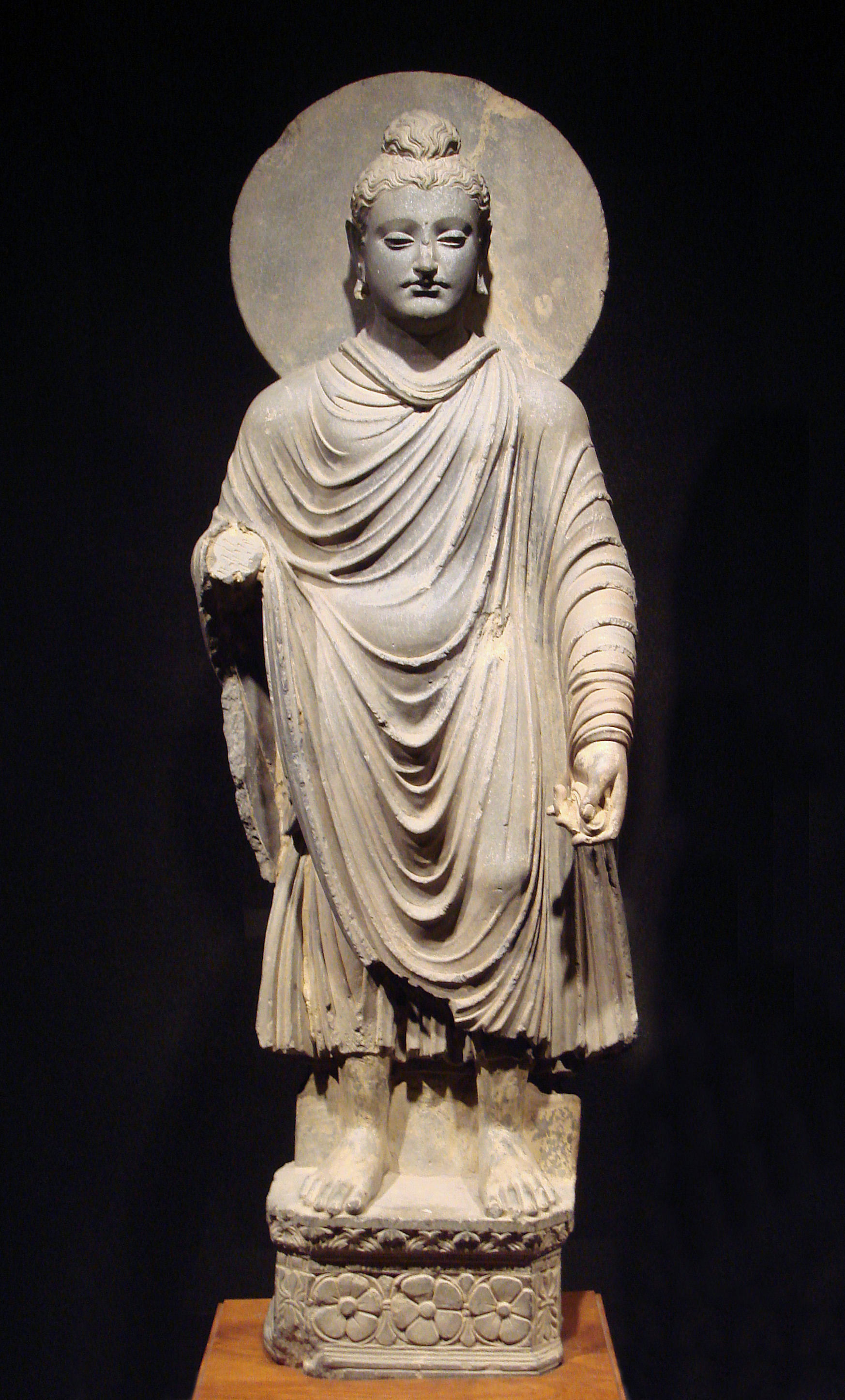
Imatge de Buda en estil grecobudista, Museu Nacional de Tòquio.

La interacció entre la Grècia hel·lenística i el budisme va començar quan Alexandre Magne va conquistar Àsia Menor i Àsia central a l'any 320 aC, creuant el riu Indus i el Jhelum fins a arribar al riu Beas. Amb això, es va iniciar el contacte entre Grècia i l'Índia, bressol del budisme.
Alexandre Magne va fundar diverses ciutats als territoris conquistats, especialment a les àrees del Amudarià i Bactriana, expandint-se els assentaments grecs cap al pas de Khyber, Gandhara i el Panjab. Aquestes regions corresponen a l'únic pas existent entre l'Himalaya i l'Hindu Kush, a través del qual es va produir la major part dels contactes entre l'Índia i l'Àsia central, generant un intens intercanvi cultural i comercial.
Després de la mort d'Alexandre Magne, el 10 de juny de 323 aC, els diàdocs van fundar els seus propis regnes en Àsia Menor i Àsia central. El general Seleuc I Nicàtor va crear l'Imperi Selèucida que s'estenia fins a l'Índia. Més tard, la part oriental de l'imperi es va separar formant el Regne grecobactrià (entre el segle iii i el segle ii aC), que seria substituït entre el segle ii aC i el segle i aC pel Regne indogrec i entre els segles I i III per l'Imperi Kushan.
El contacte entre les cultures grega i budista va tenir lloc durant diversos segles, fins al segle V d. C. amb les invasions dels huns i la posterior expansió de l'islam.

## Interaccions religioses
La presència grega a l'Àsia central i el nord de l'Índia va produir intercanvis, no només en el plànol artístic, sinó també en el religiós.

### Alexandre Magne a Bactriana i l'Índia (331-325)
Quan Alexandre Magne va conquistar les regions de Bactriana i Gandhara, aquestes àrees ja es trobaven sota la influència del budisme. Segons una llegenda en pali, l'idioma del cànon theravada dos mercaders de Bactriana, anomenats Tapassu i Bhallika, els quals van visitar Buda i es van convertir en els seus deixebles. En tornar a Bactriana van començar la construcció de temples dedicats a Buda.

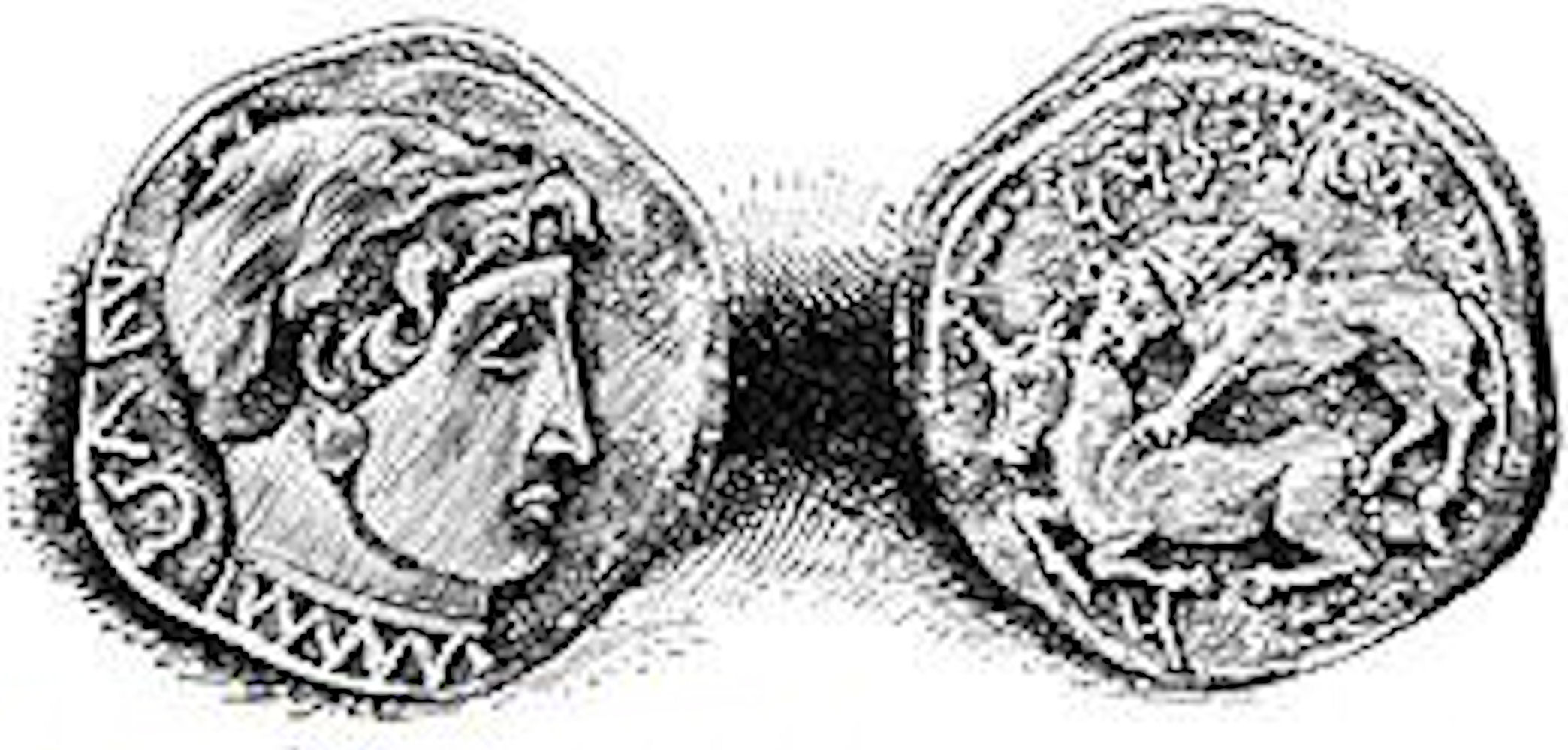
Monedes commemoratives de les campanyes d'Alexandre Magne en l'Índia.

El 326 aC Alexandre Magne va envair l'Índia. El rei Ambhi (Taxiles segons la nomenclatura hel·lènica) de Taxila va lliurar la seva ciutat, un important centre budista, a Alexandre. No obstant això, va haver de lluitar contra Porus, el dirigent de la regió del Panjab. Aquesta batalla coneguda com a Batalla d'Hydaspes va tenir lloc el 326 aC. Alexandre va continuar les seves conquestes fins a arribar a les fonts del riu Indus.
Es diu que Alexandre Magne va seleccionar a alguns filòsofs com Pirró d'Elis, Anaxarc i Onesícrit per acompanyar-li en les seves campanyes per Orient. Durant els 18 mesos que van estar en l'Índia, van tenir l'oportunitat d'entrar en contacte amb religiosos indis, anomenats gymnosophistas (filòsofs nus).
Pirró (360- 270 aC), va tornar a Grècia i va esdevenir el primer escèptic, fundant l'escola pirronista. El biògraf grec Diògenes Laerci va explicar que el punt de vista de Pirró sobre el món l'havia obtingut en l'Índia. Es coneixen pocs discursos d'aquest filòsof però els que han arribat mostren reminiscències de l'Orient, possiblement del budisme:
«Res no existeix realment, però la vida humana és regida per la convenció».
«Res és en si mateix més això que l'altre» (Diògenes Laerci IX.61).
Estrabó diu que un altre d'aquests filòsofs, el cínic Onesícrit, hauria après a l'Índia els següents preceptes:
«Res del que li passa a un home no és bo ni dolent, les opinions no són més que somnis».
«La millor filosofia és aquella que allibera la ment del plaer i el dolor» (Estrabó, XV.I.65).
Aquests contactes van suposar l'inici de les interaccions entre la cultura grega i les religions índies, que es van mantenir i van expandir durant diversos segles.

### L'Imperi màuria (322 a 183 aC)
L'emperador indi Chandragupta Mauria, fundador de la Dinastia mauria, reconquerí el territori nord-occidental de l'Índia en 322 aC, annexionant-lo a l'Imperi Màuria. No obstant això, es van seguir mantenint els contactes amb els seus veïns grecs de l'Imperi Selèucida. Chandragupta va contreure matrimoni amb la filla del rei Seleuc I Nicàtor, després d'un tractat de pau en el qual també es va decidir que alguns grecs, com l'historiador Megastenes, residissin en la cort mauria.

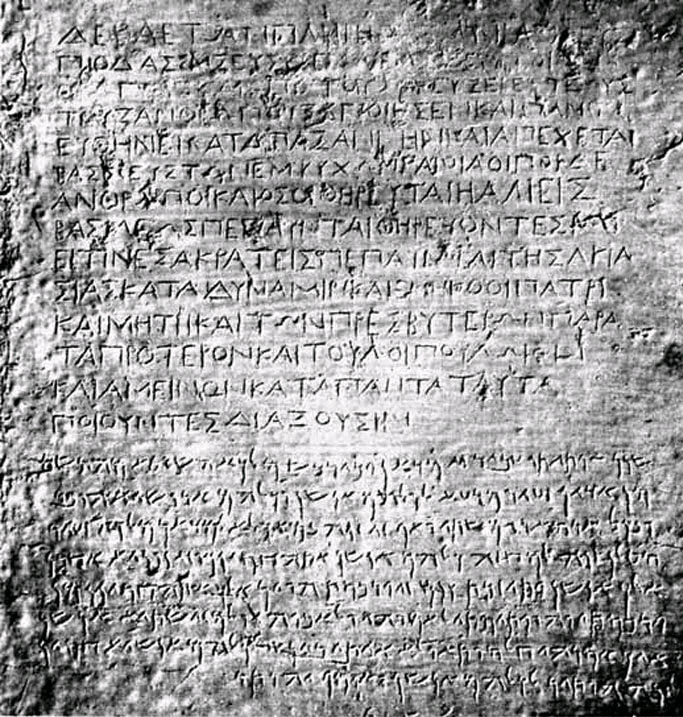
Edicte bilingüe en grec i arameu del rei Aixoka de Kandahar. Museu de Kabul.

El net de Chandragupta, Aixoka, es va convertir a la fe budista i va esdevenir un gran seguidor del Cànon Pali del budisme theravada, que insisteix en la no-violència cap als animals i humans i una sèrie de preceptes que regulen la vida dels humans laics.
Segons els Edictes d'Aixoka, tallats en pedra, alguns d'ells en grec, el rei va enviar a emissaris budistes als territoris grecs a Àsia i el Mediterrani. Els edictes nomenen també als polítics de l'antiga Grècia:
«La conquesta del dharma es va guanyar aquí, a les fronteres, i també 600 yojanas (6.000 quilòmetres) més enllà, on el rei grec Antíoc II Theós (Antiyoga) governa, i més enllà on els reis Ptolemeu II d'Egipte, Antigono (Antikini), Magues de Cireno (Maka) i Alexandre II d'Epiro (Alikasu[n]dara) governa, igual que al sud, per les zones de Chola i Pandya, en la part més meridional del subcontinent Indi» (Edicte número 13).
Aixoka també diu que va ser ell qui va convertir als grecs al budisme:
«Aquí, en els dominis del rei entre els grecs, kambojas, nabhakas, nabhapamkits, bhojas, pitinikas, andhras i pàl·lides, en tots llocs la gent està seguint les instruccions amoroses que va donar Déu en el dharma». Edicte número 13.
Finalment, fonts en idioma pali parlen sobre alguns dels emissaris d'Aixoka, com el famós Dharma Rakshita, descrivint-los com les persones que van liderar els monjos budistes grecs en el proselitisme budista.

### Presència grega a Bactriana (325 a 125 aC)

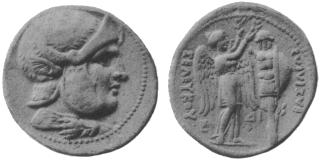
Monedes representant a Seleco I Nicàtor, del

Alexandre Magne va crear diverses ciutats a Bactriana, com Alexandria i Bagram, així com una administració que es va mantenir més de 200 anys en l'Imperi Selèucida i el regne grec de Bactriana, en contacte directe amb el territori indi. Els grecs van enviar ambaixadors a la cort de l'Imperi Màuria, com l'historiador Megasthenes durant el regnat de Chandragupta Mauria i a Deimakos sota el regnat de Bindusara. Aquests ambaixadors van enviar informació important sobre la civilització índia. Megasthenes va enviar estudis detallats sobre les religions índies que van circular i van ser citats pels filòsofs i historiadors clàssics:
«Megasthenes fa una divisió diferent dels filòsofs, dient que hi ha dos tipus, a uns els denomina bráhmanas, i als altres sarmanes…» Estrabó XV. 1. 58-60
Els grecobactrians van mantenir una cultura hel·lenistica intensa a les portes de l'Índia en l'època de l'Imperi mauria, com es pot observar en les restes arqueològiques d'Alexandria. Quan l'Imperi mauria va sucumbir sota l'Imperi shunga, al voltant del 180 aC, els grecobactrians van ampliar els seus territoris endinsant-se en l'Índia, on van crear el Regne indogrec, sota el qual va néixer el budisme.

### El Regne indogrec i el budisme (180 aC a 10 dC)
Els grecobactrians van conquistar parts del nord de l'Índia a partir dels anys 180 aC, coneixent-se'ls com indogrecs. Van mantenir el control de diverses zones en el nord de l'Índia fins a l'any 10. El budisme va prosperar sota els reis indogrecs fins a tal punt que es creu que la invasió de l'Índia es va produir per protegir la fe budista de les persecucions hinduistas de la Dinastia shunga, que havia enderrocat a l'Imperi mauria i que es va mantenir des dels anys 180 aC fins als anys 70 aC

#### Monedes

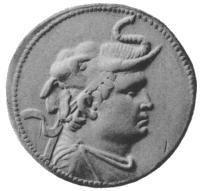
Moneda de plata que mostra a Demetro I de Bactriana amb un barret en forma d'elefant, com a símbol de la seva conquesta en l'Índia en els anys 180 aC

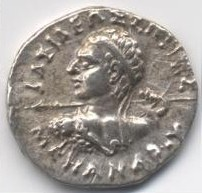
Dracma de plata de Menandre el Just (qui va regnar entre els anys 160 aC i els anys 130 aC

Les monedes del rei indogrec Menandre I, que va regnar del 160 el 130 aC, trobades des de l'Afganistan fins al centre de l'Índia, mostren la inscripció «Rei Menandre el Salvador» en grec. Altres reis posteriors, com Zoilos I, Estrató I, Heliocles II Dikaios, Teòfil Dikaios, Peucaolau, Menandre II i Arquebi mostren en les seves monedes la inscripció «Maharajasa Dharmika» (lit. rei del dharma) en pràcrit usant l'escriptura kharosthi.
Algunes de les monedes de Menandre I i Menandre II inclouen el símbol budista de la roda de vuit radis, associada als símbols grecs de la victòria, com el palmell de la victòria o la corona de la victòria, que porta la deïtat Niké. Segons el Milinda Pañha ("qüestions de Milinda"), al final del seu regnat, Menandre I va esdevenir un arhat budista. Aquest fet també ho va recollir Plutarc, que explica que les seves restes van ser convertides en relíquies i consagrats.
El símbol ubic de l'elefant en les monedes indogregues també s'ha associat al budisme, pel paral·lelisme entre les monedes d'Antialcidas i Menandre II, en les quals l'elefant de les monedes d'Antialcidas manté la mateixa relació amb Zeus i Niké que la roda budista en les monedes de Menandre II. Quan els zoroastrians del regne indopart van envair el nord de l'Índia en el I segle de l'era comuna, van adoptar gran part del simbolisme de les monedes indogregues, però van evitar usar l'elefant, ja que per a ells el significat no era merament geogràfic.
Finalment, després del regnat de Menandre I, alguns dirigents indogrecs com Amyntas, Nicias, Peukolaos, Hermaeus, Hippostratos i Menandre II es mostraven en escultures a ells mateixos o a deïtats gregues amb el gest de benedicció que es fa amb la mà dreta conegut en el budisme com mudra (polze i índex units amb els altres dits estesos). En el budisme, aquest gest significa la transmissió dels ensenyaments de Buda.

#### Ciutats
Segons Ptolemeu, els grecobactrians van fundar ciutats gregues en el nord de Pakistan. Menandre va establir la seva capital a Sagala, a l'actual Sialkot, regió del Panjab, un dels centres budistes més importants segons el capítol I del Milinda Pañha. Les excavacions realitzades a prop de Taxila, han tret a la llum les restes d'una important ciutat grega construïda per Demetro I de Bactriana i reconstruïda per Menandre I, on les estupas budistes es trobaven al costat de temples hindús i grecs, demostrant la tolerància religiosa i el sincretisme.

#### Escriptures
Les proves de la interacció entre la religió grega i el budisme durant aquest període es poden trobar en diversos textos com el Milinda Pañha, un discurs budista en estil platònic que van mantenir el rei Menandre i el monjo budista Nagasena.
També en el Mahavamsa (cap. XXIX) s'informa que, durant el regnat de Menandre, un monjo budista grec anomenat Maja Dharma Rakshita (la traducció literal del qual és "gran preservador del dharma") va enviar a 30.000 monjos budistes de la ciutat grega d'Alexandria (possiblement Alexandria Caucàsica, que es trobava a 150 quilòmetres de l'actual Kabul) a l'illa de Ceilan (actual Sri Lanka) per construir una estupa que indiqués que el budisme floria als territoris de Menandre i que els grecs formaven part activa de la religió.

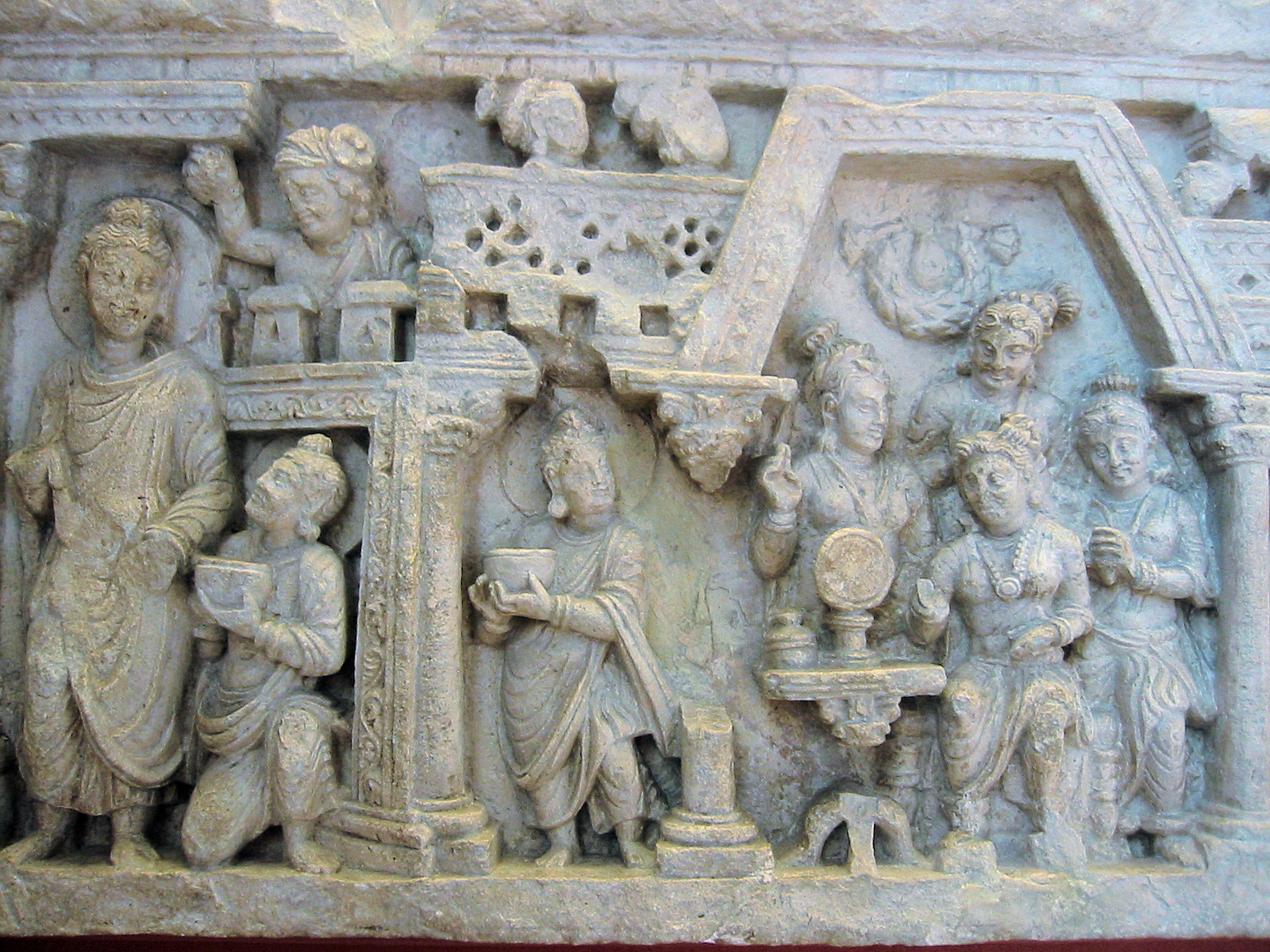
Fris budista amb reminiscències de l'art hel·lènic.

Alguns textos budistes escrits pels grecs es conserven en l'Índia, com el del meridarca (governador civil d'una província) Teodoro, que descriu en alfabet karoshthi com conservava les relíquies sagrades de Buda Gautama. Les inscripcions van ser trobades en un atuell a l'interior d'una estupa, datades en el regne de Menandre o d'algun successor del segle i aC
«Theudorena meridarkhena pratithavida ime sarira sakamunisa bhagavato bahu-jana-stitiye»:
«El meridarca Teodoro conserva les relíquies sagrades del Shakyamuni, per al benestar de les masses populars».
(got relicario sw?t  amb les inscripcions de Teodoro)
Finalment, la tradició budista reconeix a Menandre com un dels grans benefactors de la fe, igual que ho fa amb Aixoka i Kanishka.
S'han trobat manuscrits budistes escrits en grec cursiu en Afganistan, elogiant a diversos budes incloent esments al Buda majaiana Avalokiteshvara. Aquests manuscrits han estat datats en el segle ii.
Es creu que alguns dels elements del budisme mahaiana poden haver sorgit al voltant del segle i aC en el nord-oest de l'Índia, durant l'època d'aquestes interaccions. Segons la majoria d'estudiosos, els sutras principals del mahaiana van ser escrits després de l'any 100 aC, quan van sorgir els conflictes entre les sectes Nikaya que es basen en la humanitat o superhumanidad de Buda i en qüestions metafísiques, influïts pels ensenyaments grecs. «Ha d'haver-hi hagut una forma de budisme influïda pels grecs i transmesa pels grecs que travessava de nord a est per la Ruta de la Seda» (McEvilley, 2002).

### L'Imperi Kuixan (segles III-I aC)
Els kuixan, una de les cinc tribus de la confederació tocaria, es van assentar a Bactriana al voltant de l'any 120 aC. Una vegada desplaçats els grecobactrians, van envair les zones del nord del Pakistan i l'Índia al voltant de l'any 0.
Per aquell temps ja havien estat en contacte amb la cultura grega i els regnes indogrecs feia més d'un segle. Usaven l'alfabet grec per escriure el seu idioma, com es mostra en les monedes de l'època. Algunes escultures dels kuixan suggereixen que també van adoptar la cultura i la mitologia grega, ja que representen a Dionís i la història del Cavall de Troia, i és probable que comunitats gregues es mantinguessin sota el règim kuixan.

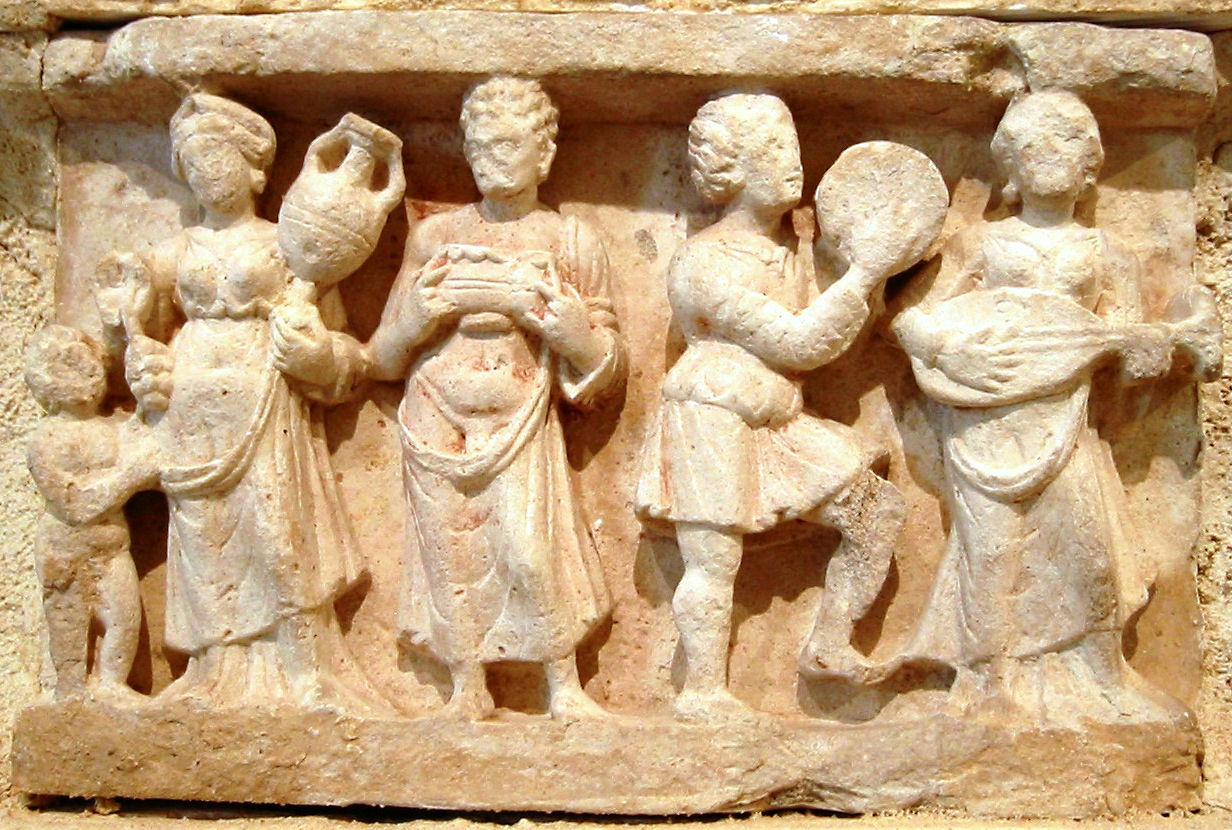
Cultura hel·lènica en el subcontinent indi: vestidures gregues, àmfores, va venir i música (detall de l'estupa Chakhil-i-Ghoundi, Gandhara,)

El rei Kanixka I va rendir honors a deïtats mazdeistes, gregues i hindús, així com al Buda Gautama. Va ser conegut pel seu sincretisme religiós i per ser un dels impulsors del Quart Concili Budista, que va tenir lloc l'any 100 de la nostra era al Caixmir, i per ordenar la redacció del cànon sarvastivada. Algunes monedes de Kanixka contenen la primera representació de Buda en una moneda (al voltant de l'any 120), en estil hel·lenístic amb la paraula Boddo a l'alfabet grec.

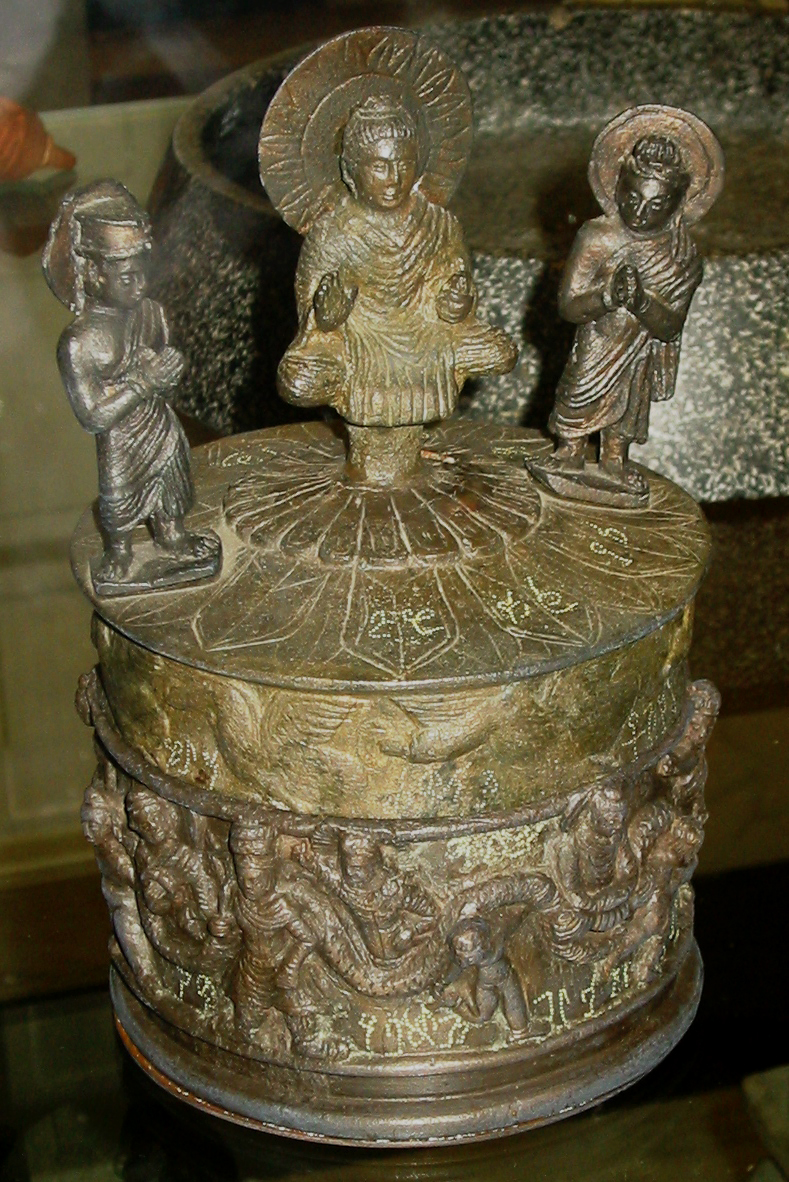
El Casquet de Kanixka (Museu Britànic)

Kanixka també va manar traduir els textos mahaiana escrits en pràcrit a la llengua culta, el sànscrit. «Un punt de canvi en l'evolució del cànon literari budista» (Foltz, 1999).
El Casquet de Kanixka, datat del 127, primer any de regnat, va ser tallat per un artista grec anomenat Agesilas, que va supervisar els treballs de l'estupa de Kanixka, confirmant la implicació dels grecs en les creacions budistes de l'època.
La nova forma sincrètica del budisme es va expandir per tota Àsia oriental poc després d'aquesta època. El monjo kuixan Lokaksema va visitar la cort de la dinastia Han en Luoyang l'any 178, treballant allí durant deu anys en la primera traducció de textos mahayana al xinès. La nova fe es va expandir per la Península de Corea i el Japó.

## Influències artístiques
Nombroses obres de l'estil grecobudista mostren la interrelació entre les cultures grega i budista, que van tenir lloc en centres artístics com Gandhara. La majoria d'obres d'art de Gandhara són budistes, mentre que la majoria de motius provenen d'Àsia occidental i Grècia.

### Representacions antropomorfes de Buda

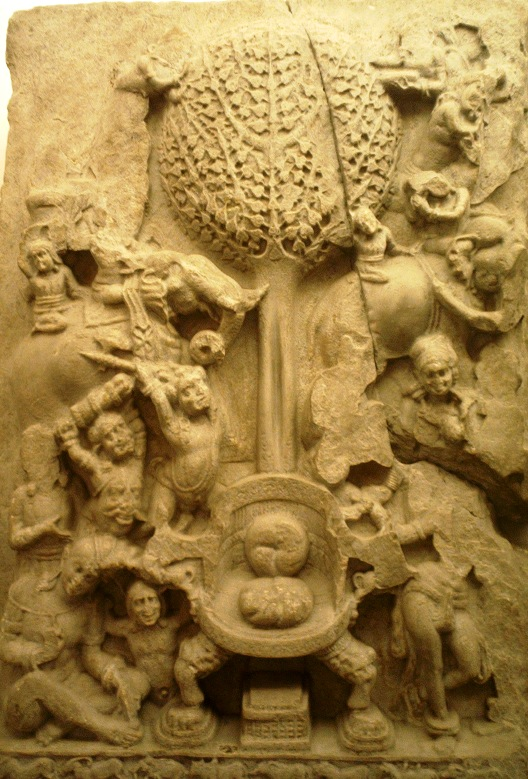
Icona representant al dimoni Mara assaltant a Buda,, Amaravati, Índia.

Encara que segueix havent-hi debat, les primeres representacions antropomorfes de Buda es consideren el resultat de la interacció entre les cultures hel·lenística i budista. Abans d'aquest contacte, l'art budista era anicònic: a Buda només se li representava a través de símbols com un tron buit, un arbre Bodhi, el peu de Buda o la roda d'oració.
Aquest rebuig a les representacions antropomorfes de Buda i el sofisticat desenvolupament dels símbols per evitar-ho (fins i tot en escenes narratives en les quals apareixien altres humans), sembla guardar relació amb una de les dites de Buda, recollida en el Digha Nikaya, en el qual aquest es mostrava poc inclinat a ser representat després de l'extinció del seu cos.
Probablement per no sentir-se vinculat per aquestes restriccions i pel seu «culte al cos, els grecs van ser els primers en realitzar una escultura de Buda» (Linssen, 1958). En moltes parts del Món Antic, els grecs van generar divinitats sincréticas, que van arribar a ser un focus religiós comú per a poblacions amb tradicions diferents: un bon exemple és el déu sincrètic Serapis introduït per Ptolemeu I Sòter en Egipte, que combina aspectes de déus grecs i egipcis. En l'Índia, per als grecs també era natural la creació d'una única divinitat combinant la imatge d'un déu grec (Apol·lo) o el divinitzat fundador del Regne Indogrec Demetri I de Bactriana, amb les característiques físiques atribuïdes a Buda.

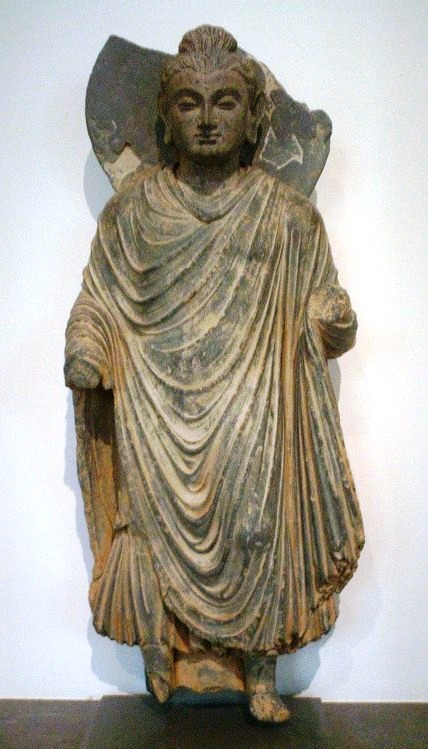
Buda dempeus, a l'antiga regió de Gandhara al nord de l'actual Pakistan,.

Alguns elements estilístics de les representacions de Buda apunten a la influència grega: la toga grecoromana, una tela ondada que cobria ambdós espatlles (o, més concretament, el himatió grec), la posi contrapposto (vegeu: Budas dempeus de Gandhara durant els segles I?II), el pèl curt Mediterrani derivat del Belvedere Apol·lo (330 aC), i la qualitat de les cares, juntament amb el fort realisme artístic (Vegeu: Cultura de Grècia). Una gran quantitat d'escultures combinant els estils budistes i helenistas han estat excavades a la zona de Gandhara.
El pèl arrissat de Buda està descrit en la famosa llista de característiques físiques de Buda (mahapurusa) que es troba en els sutras budistes. El pèl arrissat, amb els rínxols cap a la dreta es descriuen en el cànon pali del budisme theravada; la mateixa descripció es troba, per exemple, en el Dasasahasrika Prajnaparamita.
És molt probable que fossin artistes grecs els autors d'aquestes primeres representacions de Buda, en particular de les estàtues dempeus, que mostren «un tractament realista dels plecs i en algunes fins i tot un esbós de volum modelat, com el que caracteritza a les millors obres gregues. Això és l'art clàssic o hel·lenístic, no l'arcaic transmès pels perses o bactrians i que no es distingeix de l'art antic romà» (Boardman).
La influència grega en les representacions de Buda a través del seu realisme idealista, també va permetre una visualització accessible, fàcil d'entenedre i atractiva de l'estat últim d'il·luminació descrit pel budisme, la qual cosa va contribuir a la seva difusió: «Una de les característiques distintives de l'escola d'art de Gandhara que va emergir en el nord-oest de l'Índia és que està clarament influïda pel naturalisme de la Grècia clàssica. D'aquesta forma, mentre que aquestes imatges encara transmeten la pau interna que resulta de la posada en pràctica de la doctrina de Buda, també aporten una impressió de la gent que caminava, parlava i dormia igual que ho fem nosaltres. Crec que això és molt important. Aquestes figures inspiren perquè elles no solament representen la imatge, sinó també la sensació que podem aconseguir les nostres metes si ho intentem» (Dalai Lama, preàmbul de Ressons d'Alexandre Magne, 2000).
Durant els següents segles, aquesta representació antropomorfa de Buda va definir el cànon de l'art budista, però progressivament va ser adquirint més elements indis i asiàtics.

### Un panteó budista hel·lenitzat

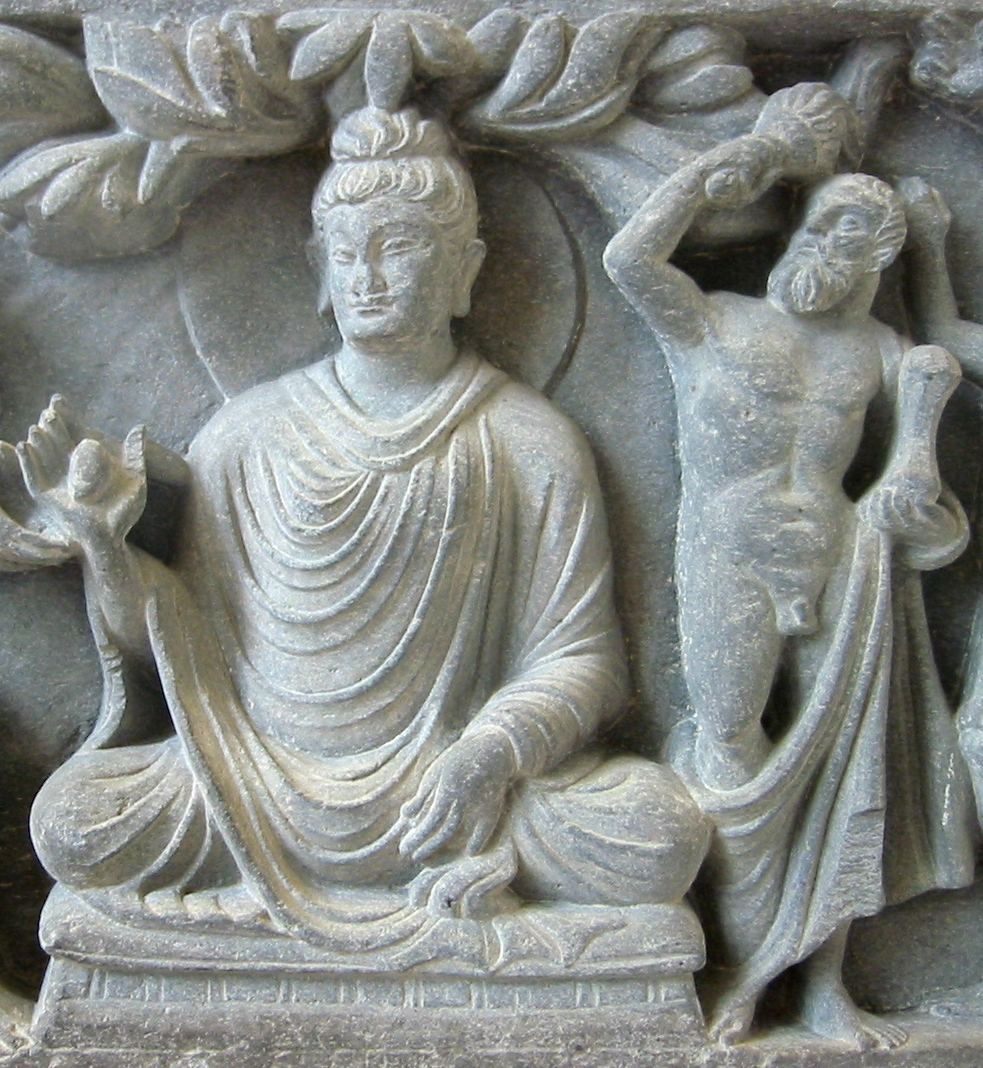
Representació de Vajrapani com Hèracles (dreta), com a protector de Buda,, Gandhara, Museu Britànic.

Altres deïtats budistes han rebut la influència dels déus grecs. Per exemple, Hèracles amb una pell de lleó (la deïtat protectora de Demetro I de Bactriana) «va servir com un model artístic per Vajrapani, un protector de Buda» (Foltz, 1999).
Al Japó, aquesta representació es va traslladar als Kongōrikishi o Niō, déus guardians de Buda, corpulents i colèrics, que es troben en l'entrada de nombrosos temples budistes.
Segons Katsumi Tanabe, professor de la Universitat al Japó (en Alexandre Magne. Contactes culturals Aquest-Oest de Grècia al Japó), a part del Vajrapani, la influència grega també apareix en altres déus del panteó majaiana, com el déu del vent japonès Fujin inspirat en el grec Bòreas a través del grecobudista Wardo, o la deïtat mare Hariti inspirades en la deessa Tique.
A més a més, formes com garlandes, querubins, volutes, i altres semihumanes com el centauro i el tritó són part del repertori d'art hel·lenístic introduït pels artistes grecorromanos al servei de la cort kushan.
Vegeu també: Art budista

## El grecobudisme i el sorgiment del budisme mahaiana
Els contextos geogràfic, cultural i històric del sorgiment del budisme majaiana en el nord-oest del subcontinent Indi al segle i apunten a intenses influències multiculturals: «Les influències formatives claus sobre el desenvolupament del budisme mahayana i del budisme de la terra pura, que es convertirien en una part tan important de la civilització d'Àsia oriental, han de buscar-se en la propagació inicial del budisme al llarg de la Ruta de la Seda» (Foltz, 1999). Conforme el majaiana va anar sorgint, va ser rebent influències dels cultes populars hindús (bhakti) i de les teologies perses i grecorromanas que van entrar en l'Índia pel nord-oest (Lowenstein, 1996, p. 63).

### Influències conceptuals
El mahayana és una fe inclusiva caracteritzada per l'adopció de nous textos, que s'afegeixen al cànon pali tradicional, i per un canvi en la concepció del budisme. Va més enllà de l'ideal tradicional del theravada de l'alliberament del sofriment (dukkha) i la il·luminació personal dels arhats, elevant a Buda a un estatus diví, creant un panteó de bodhisattvas gairebé divins dedicats a l'excel·lència personal, a l'adquisició del coneixement i a la salvació de la humanitat. Aquests conceptes, juntament amb un sistema filosòfic sofisticat, s'han hagut de crear per a la interacció entre els pensaments grecs i budistes.

#### Buda com un home-déu idealitzat
Buda va ser elevat a un estatus d'home-déu, representat per una forma humana idealitzada: «Un pot observar la influència clàssica en incloure la idea general de representar a l'home-déu amb una forma del tot humana, que era molt familiar a Occident, i és molt clar que el tractament que donen els occidentals als seus déus va ser un important factor per a la innovació. Buda, l'home-déu, s'assembla més a un déu grec que a qualsevol deïtat oriental, no solament pel cicle narratiu de la seva història i la seva aparença en estàtues sinó per la seva humanitat» (Boardman, La difusió de l'art clàssic en l'antiguitat).
La comprensió supra-mundana de Buda i els bodhisattvas han hagut de respondre a una conseqüència de la tendència grega a deïficar als seus dirigents en la part final del regnat d'Alexandre Magne: «El concepte de déu-rei aportat per Alejandro [?] ha d'haver influït en el desenvolupament del concepte de bodhisattva, que implicava la representació de Buda en l'art de Gandhara amb la cara del déu del sol Apol·lo» (McEvilley, 2002).

#### El bodhisattva com a ideal universal de l'excel·lència

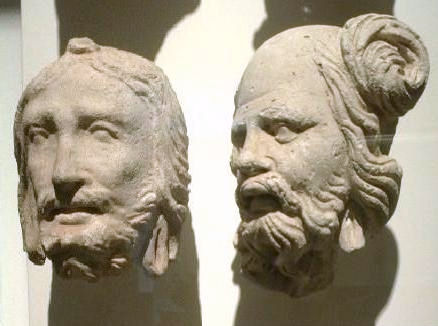
Retrats oposats a la ciutat d'Hadda,.

Lamotte(1954), suggereix (pensament rebatut per Conze, 1973, i uns altres) que la influència grega va ser present en la definició de l'ideal del bodhisattva en el text majaiana més antic, Perfecció de la saviesa o Prajñāpāramitā, que es va desenvolupar entre el segle i a. C. i el segle i d. C. Aquests textos redefineixen en particular el budisme al voltant de l'ideal universal del bodhisattva, i les seves sis virtuts centrals de generositat, moralitat, paciència, esforç, meditació i saviesa.

#### Influències filosòfiques
L'estreta relació entre grecs i budistes probablement va portar a intercanvis també en el plànol filosòfic. Moltes de les primeres teories majaianes sobre la realitat i el coneixement es pot dir que provenen de les escoles gregues de pensament. El budisme majaiana ha estat descrit com la «forma de budisme que (independentment de en quina mesura es tornessin les seves formes tardanes cap a l'hindú) sembla haver-se originat en les comunitats grecobudistas de l'Índia, a través d'una confluència de les escoles filosòfiques gregues demòcrites, sofistes i dels escèptics amb els principis empírics i escèptics rudimentaris i sense formalitzar que es trobaven ja presents en el budisme primitiu» (McEvilley, 2002, pàg. 503).
- En la Prajnaparamita (perfecció de la saviesa), s'observa el rebuig de la realitat com a fenòmens passatgers «buits, falsos i efímers» el que també es pot trobar en els pirronistes.[16]
- La percepció de la realitat última que tenien els cínics, així com els Madyamikas i els professors de zen, solament accessible a través d'una aproximació no conceptual ni verbal (en grec phronesis), era l'única forma d'obtenir els conceptes ordinaris.[17]
- L'actitud mental de l'equanimitat i la perspectiva desapassionada davant esdeveniments també era característica dels cínics i els estoics, que ho van denominar apatheia ("apatia").[18]
- La dialèctica del Nagarjuna desenvolupada en el Madhyamika mostra un paral·lelisme amb la dialèctica grega.[19]

##### Cinisme, madhyamika i zen
Existeixen nombrosos paral·lelismes entre la filosofia grega dels cínics, i la filosofia budista Madhyamika i zen que va sorgir diversos segles més tard. Els cínics neguen la rellevància de les opinions i sentiments dels humans (descrites com typhos, literalment fum o desaprofitaments, una metàfora d'il·lusió o error), incloent les expressions verbals, estant a favor de la crua experiència de la realitat. Ells separaven la independència d'agents externs per aconseguir la felicitat («Felicitat no és plaer, pel qual necessitem influència externa, sinó virtut, que es completa sense agents externs», tercera epístola de Crates). De manera similar, el Prajnaparamita, precursor del Madhyamika va explicar que totes les coses són com a escuma o bombolles, «buit, fals, i efímer», i que «només la negació de totes les visions pot conduir a la il·luminació» (Nagarjuna, MK XIII.8). Per evitar el món de la il·lusió, els cínics recomanaven la disciplina i la lluita (askasis kai mach) de la filosofia, la pràctica de la autarkía (govern propi), i un estil de vida similar al de Diògenes, el qual, com els monjos budistes, va renunciar a les possessions terrenals. Aquestes concepcions, en combinació amb la idea de philanthropía (bondat universal, de la qual Crates, pupil de Diógenes, és el major exponent), presenten reminiscències als conceptes budistes prajña (saviesa) i karuna (compassió).

#### Influències cosmològiques grecoperses
Una figura popular de l'art grecobudista és el Maitreya, el buda del futur, que en diverses ocasions ha estat relacionat amb el Yazata (divinitat mazdeista) Mitra, que també va ser adoptat com a objecte de culte grecorromano sota el nom Mitres. Maitreya és el cinquè buda de l'actual era, que apareixerà en una època futura indefinida. Segons Foltz, ell «evoca les caulidades del Saoshyant zoroástrico i del Mesías cristià» (Foltz, 1999). No obstant això, en el seu caràcter i funció, Maitreia no s'assembla a Mitra; el seu nom deriva òbviament de la paraula sànscrita mitra: "amic", equivalent a la paraula pali mett. La paraula pali Metteiia (probablement la més antiga), no s'assembla tant a Mithra (Mitra).
El buda Amitabha o Amida (literalment ?radiació infinita?) amb la seva Terra Pura paradisiaca en l'oest, segons Foltz «sembla haver estat entès com el déu iranià de la llum, relacionat amb el sol». Aquesta visió no és conforme amb la visió que tenen d'Amitabha els actuals budistes de la Terra Pura, en la qual Amitabha no està relacionat amb el sol ni tampoc és un déu en sentit literal.

### Proselitisme de Gandhara
Els budistes de la regió de Gandhara on el grecobudisme tenia la major influència, van desentelar un paper important en el desenvolupament i la transmissió de les idees budistes cap al nord d'Àsia.

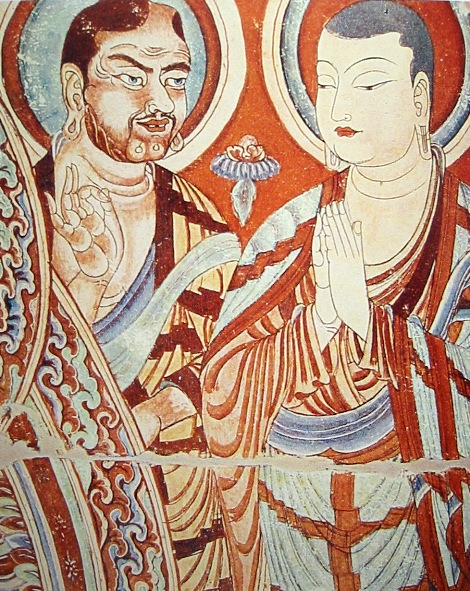
Monjo budista d'ulls blaus (probablement tocari) de l'Àsia central amb un company d'Àsia Oriental, segles IX - X.

- Monjos Kushan, com Lokaksema (178 dC), van viatjar a la capital de la Dinastia Han xinesa Luoyang, on es van convertir en els primers traductors dels textos de budisme majaiana al xinès. Sembla que els monjos de l'Àsia central i oriental van mantenir contactes al voltant del segle x, la qual cosa es pot observar en els frescs que hi ha a la zona de la conca del Tarim.
- Dos germanastres de Gandhara, Abanga i Vasubandhu (segle iv) van crear el Iogachara (escola «ment sola») del budisme majaiana, que va esdevenir una de les peces clares del majaiana i va influir en la creació de la filosofia zen a través del Lankavatara Sutra, el seu text principal.
- En 485 dC, segons l'obra de teatre històric xinès Liang Shu, cinc monjos de Gandhara van viatjar fins a la terra de Fusang (El país de l'extrem orient més enllà del mar, probablement la zona oriental del Japó, encara que alguns historiadors argumenten que podria ser el continent americà), on van introduir el budisme:

«Fusang es troba a l'est de la Xina, a 20.000 li (1500 quilòmetres) de l'estat de Dona Han (i al seu torn es troba a l'est de l'estat de Wa a l'actual illa de Kyushu, Japó) (...) En els temps antics, la gent de Fusang no sabia gens sobre la religió budista, però en el segon any del regnat de Dona Ming, de la Dinastia Song (any 485), cinc monjos de Kipin (Kabul, regió de Gandhara), van arribar amb vaixell fins a Fusang. Ells van ser els encarregats de propagar la doctrina budista, fent circular escriptures i dibuixos, enaltint a la gent perquè reneguessin dels béns materials. Com a resultat d'això, els costums de Fusang van canviar», Liang Shu, segle VII).
- Bodhidharma, el fundador del zen es descriu com un monjo budista de l'Àsia central en els primers textos xinesos sobre ell (Yan Xuanzhi, 547 dC), encara que després les tradicions xineses asseguren que procedia del sud de l'Índia

## Influències intel·lectuals a Àsia
A través de l'art i la religió, la influència del grecobudisme en l'origen cultural dels països d'Àsia oriental, especialment Xina, Corea i Japó, va passar a l'àrea intel·lectual.
Al mateix temps que l'art grecobudista i les escoles majaianas de pensament com la de Dhyana anava influint a les cultures de l'est asiàtic, conceptes centrals de la cultura hel·lènica, com la virtut, excel·lència o qualitat van ser adoptades per les cultures de Corea i Japó després d'una gran difusió més enllà de les ciutats hel·lenitzades de l'Àsia central, fins a convertir-se en punt fonamental dels seus guerrers i de la seva ètica de treball.

## El grecobudisme i Occident
En direcció a l'oest, el sincretisme grecobudista va poder haver tingut una mica d'influència en les religions de la conca mediterrània.

### Intercanvis
La passió dels romans per la seda va suposar un intercanvi tangible molt intens en aquell temps. L'interès dels romans per tal material va arribar a tal punt que el senat va publicar, en va, diversos edictes que prohibien vestir amb seda a causa de raons econòmiques i morals. Això es recull en l'obra de tres autors importants:
- Estrabó (64/ 63 aC? - c. 24 dC).
- Séneca (c. 3 aC? - 65 dC).
- Plini el Vell (23?79 dC).

Tant Estrabó com Plutarc (45?125 dC) van escriure sobre el rei Menandre, confirmant que la informació també circulava pel món hel·lenístic.

## Influències religioses

### Cristianisme i budisme
Encara que els sistemes filosòfics del budisme i el cristianisme es van desenvolupar de forma diferent, els preceptes morals inclosos en el budisme des dels edictes de Aixoka tenen algunes similituds amb els preceptes morals cristians, que es van desenvolupar més de dos segles després: el respecte per a la vida, el respecte als morts, el rebuig a la violència, el perdó als pecadores i la tolerància.
Una teoria explica que aquestes similituds indiquen la propagació de les idees budistes al món occidental, sent els grecs intermediaris i sincretistes religiosos. Per exemple, el «miracle» de caminar sobre les aigües, que se sol atribuir a Jesús en el Nou Testament també es troba en la literatura budista, concretament en el cànon pali: Digha Nikaya 11, en la sutra Kevatta. Això no es troba en cap altra obra del món fins a la redacció del Nou Testament, 500 anys després.
«Els estudiosos han considerat amb freqüència la possibilitat que el budisme hagi influït en el desenvolupament del cristianisme. Han prestat especial atenció als naixements, vides, doctrines i morts de Buda i Jesús» (Bentley, 1993).
La història del naixement de Buda era ben coneguda en l'oest i possiblement va influir en la història del naixement de Jesús. Sant Jeroni (segle IV) esmenta el naixement de Buda, de qui diu «que va néixer en el si d'una verge».
També en un fragment de Arquelao de Trencar (any 278) s'esmenta la virginitat de la mare de Buda.
Escriptors cristians dels segles iii i iv com Hipòlit i Epifanio van escriure sobre un tal Scythianus que va visitar l'Índia al voltant del 50 dC, portant d'allí la «doctrina dels dos principis». Segons aquests escriptors, un deixeble seu anomenat Terebinthus es presentava a si mateix com Buda («ell es deia a si mateix Buda» Ciril de Jerusalem).
Terebinthus va ser a Palestina i Judea on va conèixer els apòstols («sent reconegut i condemnat», Isaías), i finalment es va traslladar a Babilònia, on va transmetre els seus ensenyaments a Mani, creant el que seria un budisme sincrético persa, el maniqueisme. Un dels grans pensadors i sants de l'Església Occidental, Agustí d'Hipona va ser al principi maniqueísta.
Al segle ii, el dogmàtic cristià Clement d'Alexandria va reconèixer la influència dels budistes bactrians (shramanas) i els gymnosofistes hindús en el pensament grec:
«D'aquesta manera la filosofia, una cosa de gran utilitat, va florir en l'antiguitat entre els bàrbars, mostrant la seva llum sobre les nacions. I després va arribar a Grècia. Els primers van ser els profetes del Antic Egipte; i els caldeos més enllà dels assiris; i els druidas entre els gal·lis; i els shramanas entre els bactrians; i els filòsofs dels cèltics; i els mags dels perses, que van predir el naixement del Salvador i van anar a la terra de Judea guiats per l'estel. Els gymnosofistas indis també estan en la llista així com altres filòsofs bàrbars. I d'aquests hi ha dues classes,una de les quals sóm els anomenats bráhmanas» (Clement d'Alexandria L'Estromata, o Miscel·lànies).
Les principals ciutats gregues en Orient Mitjà han exercit un paper important en el desenvolupament del cristianisme, ciutats com Antioquia i Alexandria i «va ser en aquests llocs on es van crear alguns dels centres més importants de la Cristiandat» (Linssen, 1958).